# Typhlocyba babai
Typhlocyba babai är en insektsart som beskrevs av Hajime Ishihara 1958. Typhlocyba babai ingår i släktet Typhlocyba och familjen dvärgstritar. Inga underarter finns listade i Catalogue of Life.